# Pedro Juan Viladrich
Pedro Juan Viladrich (Lleida, 21 ottobre 1944) è un giurista spagnolo professore emerito di diritto canonico e diritto ecclesiastico. È considerato uno dei principali innovatori della scienza del diritto canonico.

## Biografia
Studente di Pedro Lombardía e Javier Hervada, Viladrich si occupò di elaborare i principi riguardanti la libertà religiosa che si riflettevano nella Costituzione spagnola del 1978.
È stato professore all'Università Complutense di Madrid, dell'università di Oviedo e di Navarra. Fu professore ordinario di diritto matrimoniale all'Università di Navarra, fondatore e primo direttore dell'Istituto di scienze per la famiglia. È stato anche professore onorario all'Università di Piura (in Perù) e professore alla Pontificia Università della Santa Croce di Roma.
È membro del comitato editoriale delle riviste Persona y Derecho e Ius Canonicum oltre che collaboratore della rivista del Pontificio istituto Giovanni Paolo II.